# 伍符
伍符（1462年—1524年），字朝信，號孚齋，江西吉安府安福縣人，民籍，明朝政治人物。

## 生平
成化十九年（1483年）癸卯科江西鄉試第四名舉人，二十三年（1487年）丁未科進士。選翰林院庶吉士，授刑部主事，升員外郎，出為寧波府知府，弘治十八年（1505年）八月升浙江布政使司左參政，正德四年（1509年）五月升雲南右布政使，因借移官帑被彈劾，免職聽勘，覆核無罪，六年（1511年）二月補湖廣右布政使，九年（1514年）正月調四川右布政使，十年（1515年）十月升福建左布政使，十三年（1518年）正月入為南京光祿寺卿，五月升都察院右副都御史、巡撫山東，八月因福州三衛軍士討要糧餉，聚眾為變，伍符被挾持，事後伍符被錦衣衛逮至京師問理，伍符賂用事者，得贖杖還職，十四年（1519年）七月改巡撫保定等府提督紫荊等關。十六年（1521年）明世宗即位，自陳致仕歸。嘉靖三年（1524年）卒，年六十三，賜祭葬。

## 家族
曾祖伍冕，知縣 贈監察御史；祖父伍體祥，封刑部員外郎；父伍希淵，號拙菴，廣西右布政使。母劉氏（封宜人）。重慶下。同母弟伍筹、伍簡。從弟伍箕，正德六年進士。